# John Yaw Afoakwa
John Yaw Afoakwa (* 26. Januar 1955 in Akrokerry, Ashanti Region, Ghana) ist ein ghanaischer Geistlicher und römisch-katholischer Bischof von Obuasi.

## Leben
John Yaw Afoakwa empfing am 11. Juli 1992 das Sakrament der Priesterweihe für das Erzbistum Kumasi. Am 3. März 1995 wurde er in den Klerus des neu gegründeten Bistums Obuasi inkardiniert.
Am 22. November 2014 ernannte ihn Papst Franziskus zum Bischof von Obuasi. Der Erzbischof von Kumasi, Gabriel Justice Yaw Anokye, spendete ihm am 10. Januar des folgenden Jahres die Bischofsweihe. Mitkonsekratoren waren der Apostolische Nuntius in Ghana, Erzbischof Jean-Marie Speich, und der emeritierte Erzbischof von Kumasi, Thomas Kwaku Mensah.